# Бруклински мост
Бруклински мост (енгл. Brooklyn Bridge) је један од најстаријих висећих мостова у САД. Његова дужина је 1.825 метара. Спаја њујоршке општине Менхетн и Бруклин преко реке Ист Ривер.</ref> Пуковник Џон Роблинг је човек који је заслужан за изградњу истог. Бруклински мост је хибридни кабловско-носећи/висећи мост у Њујорку. Отворен 24. маја 1883. године, Бруклински мост био је први фиксни прелаз преко Источне реке. То је уједно био и најдужи висећи мост на свету у то време, са главним распоном од 1.595,5 ft (486,3 m) и висином коловоза од 127 ft (38,7 m) изнад средње висине воде. Првотно се звао Њујоршки и Бруклински мост или Мост Источне реке, али је званично преименован у Бруклински мост 1915. године.
Предлози за мост који спаја Менхетн и Бруклин први су пут поднети почетком 19. века, што је на крају довело до изградње садашњег моста, који је пројектовао Џон А. Роблинг. Његов син Вашингтон Роблинг надгледао је градњу и допринио је даљем дизајнерском раду, а у томе му је помагала супруга Емили Ворен Роблинг. Док је градња започела 1870. године, бројне контроверзе и новине дизајнерског процеса градње довеле су до тога да се стварна градња продужила на преко тринаест година. Од отварања, Бруклински мост је прошао кроз неколико реконфигурација. Он је кориштен за прелаз возила с коњском вучом и издигнуте железничке линије до 1950. године. Како би се ублажио све већи саобраћајни ток, изграђени су додатни мостови и тунели преко Источне реке. Због постепеног пропадања, Бруклински мост је обновљен неколико пута, укључујући обнове током 1950-их, 1980-их и 2010-их.
Бруклински мост је најјужнији од четири друмска ненаплатна моста који спајају острво Менхетн и Лонг Ајленд, при чему су преостали мостови Менхетн, Вилијамсбург и Квинсборо на северу. Дозвољена су само путничка возила, те пешачки и бициклистички саобраћај. Главна туристичка атракција од свог отварања, Бруклински мост постао је иконско обележје града Њујорк. Током година мост је кориштен као локација за разне догађаје и представа, а био је и поприште неколико злочина и напада. Бруклински мост је проглашен Националном историјском знаменитошћу, Знаменитошћу Њујорка и Националном историјском знаменитошћу грађевинског инжењерства.

## Опис
Бруклински мост, први велики висећи мост на свету од челичне жице, користи хибридни дизајн кабловско-носећег/висећег моста, с хоризонталним и дијагоналним кабловским носачима. Његови камени торњеви су неготски, са карактеристичним шиљастим луковима. Министарство саобраћаја у Њујорку (енгл. New York City Department of Transportation - NYCDOT), које одржава мост, каже да је његова оригинална шема боја била „Бруклински мост жутомрка” и „сребрна”, мада један писац за Њујорк пост наводи да је у почетку био у потпуности „Ровлинс црвен”.